# Sophie-Véronique Cauchefer-Choplin
Sophie-Véronique Cauchefer-Choplin (* 1959 in Nogent-le-Rotrou als Sophie-Véronique Cauchefer) ist eine französische Organistin und Hochschullehrerin.

## Leben
Sophie-Véronique Cauchefer-Choplin wuchs in einer Musikerfamilie auf, ihr Bruder ist der Cellist Philippe Cauchefer. Sie erhielt als Kind ihren ersten Musikunterricht und wurde am Klavier ausgebildet. Ihre ersten Musikstudien in Klavier, Orgel und Harmonielehre absolvierte sie an der École Nationale de Musique in Le Mans. Anschließend wurde sie am Conservatoire national supérieur de musique et de danse de Paris aufgenommen. Dort war sie Teil der Orgelklasse von Rolande Falcinelli. Außerdem besuchte sie die Klassen von Jean Lemaire, Michel Merlet und Jean-Claude Henry. 1990 ließ sie sich von Loïc Mallié weiter an der Orgel ausbilden.
Cauchefer-Choplin war von 1983 bis 2013 Titularorganistin der Großen Orgel von Saint Jean-Baptiste de la Salle in Paris. Seit 1985 ist sie neben Daniel Roth Titularorganistin von Saint-Sulpice in Paris. Seit 2008 ist sie außerdem  Professorin für Orgel am Royal College of Music. 2010 hatte sie eine Gastprofessur an der Yale University und konzertierte auch in diesem Rahmen.
Cauchefer-Choplin gibt Konzerte und Meisterkurse in der ganzen Welt. Darüber hinaus ist sie regelmäßig Jurymitglied bei internationalen Wettbewerben. Dies war beispielsweise 2008 und 2016 beim Grand Prix de Chartres, 2011 und 2017 in Odense, 2017 beim St Albans International Organ Festival und 2019 beim Internationalen Wettbewerb für Orgelimprovisation Schwäbisch Gmünd der Fall.

## Auszeichnungen
- 1980: Preis des französischen Kulturministers für ihr Studium an der École Nationale de Musique Le Mans[1][2]
- Erste Preise für Literaturspiel sowie für Improvisation (jeweils Orgel) und Preise für Harmonielehre, Fuge und Kontrapunkt am Conservatoire national supérieur de musique et de danse de Paris[1][5]
- 1990: 2. Preis für Improvisation beim Internationalen Orgelwettbewerb Grand Prix de Chartres (als erste weibliche Preisträgerin)[1][2]

## Aufnahmen (Auswahl)
Cauchefer-Choplin stellt Aufnahmen bei YouTube ein und hat bereits verschiedene Tonträger aufgenommen, darunter:
- F. Mendelssohn: 6° Sonate; L. Boëllmann: Suite Gothique; C. Franck: Prélude, Fugue et Variation; J.-J. Grunenwald: La Mélodie intérieure, Allégresse des 2 Suites; S.-V. Choplin: Improvisation. An der Orgel von St-Sulpice in Paris, Disque Studio SM, 1992.
- G. Fauré: Après un rêve; E. Bourdon: Andantino religioso; C. Franck: Andantino; J. G. Rheinberger: Trois Pièces -Abendlied, Pastorale, Elégie- op. 150; L. Boëllmann: Suite Gothique; L. Blin: Recueillement; C. Saint-Saëns: Prière op. 158; F. Mendelssohn: Fugue en fa min.; D. Rivolta: Mélodie transmutée; D. Roth: Artizarra. An der Orgel von St-Jean-Baptiste-de-La-Salle in Paris mit Philippe Cauchefer am Violoncello. Disque Festivo, 2004.
- Félix Mendelssohn: 2e Sonate, Adagio la bémol, Allegro en si bémol, Andante varié en ré; D. Bedard: Suite du 1er ton, Suite en G, Adagio, Rhapsodie sur le nom de Lavoie. n der Orgel von St-Sulpice Paris. Disque Festivo, 2006.